# Lac Drīdzis
Le lac Drīdzis (également dénommé Drīdzs, Drīdža ezers; en latgalien, Dreidzs) est un lac de Lettonie. À l'échelon national, il occupe la première place pour ce qui est de la profondeur (65,1 m) et la vingtième pour la superficie (7,532 km²).

## Situation
Le lac Drīdzis est situé en Latgalie (Sud-Est de la Lettonie), sur le territoire des communes rurales (pagasts) de Skaista et Kombuļi, lesquelles font partie, depuis la réforme de 2009, de la municipalité unifiée (novads) de Krāslava, dans l'ancien district du même nom.

## Le plan d'eau
Logé dans une ravine subglaciaire, le lac Drīdzis présente un fond sablonneux ou graveleux, qui devient boueux dans ses anses. 
Le lac Drīdzis a pour émissaire la Kovšika, par laquelle il se déverse, via le lac Kauseņš, dans le lac Sivers, lequel alimente à son tour la Dubna, affluent de droite de la Daugava. Un réseau de canaux le relie par ailleurs aux lacs Ots et Ārdavs.  Depuis 1929, son débit de sortie est régulé et son niveau a été abaissé.
On y recense huit espèces de poissons.

## Les alentours
Les berges du lac Drīdzis sont escarpées par endroits. Avec ses abords, il forme le parc naturel du lac Drīdzis, qui constitue depuis 1977 un périmètre de protection de la nature.
La colline du Sauleskalns ("Mont du Soleil", 211 m), s'élève au Nord-Ouest du lac Drīdzis. Site sacré pour les Latgaliens avant leur conversion au christianisme, elle abrite aujourd'hui un complexe de loisirs et de sports d'hiver.

## Les îles
Le lac Drīdzis compte 9 îles, d'une surface totale de 18,7 ha.
- l'île des Trembles (Apšu sala)
- l'île des Bernāti (Bernātu sala, 13,9 ha)
- l'île des Tilleuls (Liepu sala)
- l'île des Chênes (Ozolu sala)
- les îles des Pizāni (Pizāni salas)
- l'île de la Rivière (Upes sala)
- l'île Basse (Zemā sala)